# Фројденштат
Фројденштат (њем. Freudenstadt) град је у њемачкој савезној држави Баден-Виртемберг. Једно је од 16 општинских средишта округа Фројденштат. Према процјени из 2010. у граду је живјело 23.690 становника. Посједује регионалну шифру (AGS) 8237028.

## Географски и демографски подаци
Фројденштат се налази у савезној држави Баден-Виртемберг у округу Фројденштат. Град се налази на надморској висини од 732 метра. Површина општине износи 87,6 km². У самом граду је, према процјени из 2010. године, живјело 23.690 становника. Просјечна густина становништва износи 270 становника/km².

## Међународна сарадња
| Мјесто   | Држава    | Врста сарадње | Од    |
| -------- | --------- | ------------- | ----- |
| Курбевоа | Француска | партнерство   | 1961. |
| Извор    |           |               |       |